# Becheln
Becheln település Németországban, Rajna-vidék-Pfalz tartományban. Lakosainak száma 655 fő (2023. december 31.).

## Népesség
A település népességének változása:
| Lakosok száma | 585  | 668  | 654  | 661  | 657  | 655  |
|               | 1975 | 2017 | 2019 | 2021 | 2022 | 2023 |